# Risto Tuomikoski
Risto Kalevi Tuomikoski, född 24 januari 1911 i Joensuu, död 24 september 1989 i Helsingfors, var en finländsk botaniker och entomolog.
Tuomikoski disputerade för doktorsgraden 1942. Han var 1934–1945 extra ordinarie assistent och assistent i propedeutisk botanik, 1945–1947 assistent och docent samt 1947–1961 biträdande professor i botanik; 1961–1974 extra ordinarie personlig professor i biologisk taxonomi vid Helsingfors universitet. Han var därtill 1960–1966 ordförande för Vanamo-sällskapet.
Tuomikoski var en mångsidig forskare och publicerade talrika arbeten om bryologi, mykologi, växtsociologi och entomologi.